# Шаптала, Наталья Константиновна
Ната́лья Константи́новна Шапта́ла (укр. Наталя Костянтинівна Шаптала; род. 18 апреля 1959, Донецк, УССР, СССР) — украинский юрист, судья Конституционного Суда Украины (2010—2019), Председатель Конституционного Суда Украины (с 14 мая до 17 сентября 2019 г.), доктор юридических наук (2019), Заслуженный юрист Украины (2020).

## Образование и карьера
Родилась 18 апреля 1959 года в Сталино (ныне Донецк).
В 1976 году начала работала на предприятиях Донецка в качестве электроконтролёра, инспектора отдела кадров и статистиком.
В 1985—1987 годах — юрисконсульт Донецкого металлургического завода имени В. И. Ленина.
В 1987 году окончила юридический факультет Алтайского государственного университета
В 1987—1989 годах работала стажёром и помощником прокурора Ленинского района г. Донецка.
В 1990—1996 годах была инструктором Ленинского районного комитета КПСС г. Донецка, а также помощником прокурора г. Донецка и старшим помощником прокурора Донецкой области.
В 1996—2006 годах — судья Ленинского районного суда г. Донецка и судья уголовной палаты Апелляционного суда Донецкой области.
В 2006—2010 годах — судья и первый заместитель председателя Донецкого апелляционного административного суда.
В сентябре 2010 года X съездом судей Украины избрана и назначена (приняв присягу 21 сентября 2010 года) судьёй Конституционного Суда Украины, а 14 мая 2019 года назначена главой Конституционного суда Украины.
1 ноября 2018 года включена в санкционный список России.
Замужем. Воспитывает двоих сыновей.

## Собственность и доходы
Согласно декларации о доходах и имуществе за 2018 год:
- недвижимое имущество — совместно с супругом в Киеве владеет квартирой (приобретена в 2011 году) площадью 98 кв.м.; в 2017 году там же её супругом была приобретена квартира площадью 82,5 кв.м.; в селе Лесники Киево-Святошинского района Киевской области у неё есть дом площадью 289 кв.м., два земельных участка площадью 139 кв.м. и 1205 кв.м. которые были куплены в 2010 году.
- движимое имущество — новый автомобиль Toyota Land Cruiser купленный её супругом в 2014 году; часы и ювелирные изделия принадлежащие ей; владеет 25% капитала ООО "Захід Акватрейд" общей стоимость стоимостью 26000 гривен принадлежащие её супругу; деньги (заработная плата в Конституционном суде Украины — 2873807 гривен, заработная плата в Национальной академии внутренних дел — 14316 гривен, пенсия — 72370 тыс. гривен, банковские вклады — 390629 гривен, $494 и 2086 евро, проценты по вкладам — 38173 гривен; у супруга: 100000 гривен — отчуждение движимого имущества, банковские счета — 10 гривен, $1532 и 4165 евро, 74332 гривен — проценты по вкладам, 46177 гривен — пенсия, заём физическому лицу — 1200000 гривен)[1].

## Научная деятельность
В 2012 году в Национальном университете государственной налоговой службы Украины защитила диссертацию на соискание учёной степени кандидата юридических наук на тему «Соотношение принципов равенства и социальной справедливости в налогово-правовом регулировании» (специальность 12.00.07 — «административное право и процесс; финансовое право; информационное право»; научный руководитель — доктор юридических наук, профессор Н. П. Кучерявенко).
В 2019 году в Национальной академии внутренних дел защитила диссертацию на соискание учёной степени доктора юридических наук на тему «Философско-правовые измерения доказывания в конституционном процессе» (специальность 12.00.12 — «философия права»; научный консультант — доктор юридических наук, профессор М. В. Костицкий).
Автор научных статей в области административного, налогового, уголовного права , философии права. Является соавтором учебного пособия «Конституционное право Украины», научно-практических комментариев к Бюджетному кодексу и Налоговому кодексу Украины.

### Публикации
- Шаптала Н. К. Принципи розмежування приватного та публічного права при регулюванні фінансових відносин // Форум права. — 2012. — № 2. — С. 759—762